# مها كيال
مها كيال (1955 -)؛ كاتبة وناشطة نسوية لبنانية.

## عنها
مها كيال ولدت في العام 1955 في طرابلس، ونالت الباكالوريا في الفلسفة العام 1975، والإجازة الجامعية في التاريخ العام 1980. أكملت دراستها العليا في   أتمت الدراسات العليا في معهد الاتنولوجيا، جامعة نوشاتيل- سويسرا وحصلت على شهادة الاتنولوجيا،  في العام 1984، والدكتوراه في المعهد نفسه، العام 1989، بعنوان: النظام الاجتماعي للملابس في طرابلس – لبنان، ما بين العام 1885 و1989، بإشراف بيار سانليفر، في معهد الاتنولوجيا، جامعة نوشاتيل- سويسرا (الاطروحة منشورة بالفرنسية).
بدأت التعليم الجامعي كمعيد العام 1990، وتدرجت حتى حصلت على رتبة أستاذ العام 2009. شغلت منصب رئيسة مركز الأبحاث في معهد العلوم الاجتماعية ما بين 2013 و2019، كما كانت عضواً في لجنة المناهج ما بين 2009- 2019، وهي عضو في المجلس العلمي للمعهد العالي للدكتوراه في الآداب والعلوم الإنسانية والاجتماعية منذ العام 2018.

## الاختصاص العلمي الدقيق / المهام الأكاديمية
الاختصاص الأكاديمي هو الأنثروبولوجيا، أما المسار التخصصي الدقيق فهو أنثروبولوجيا ثقافية، تقنية ومدينية. عملت كعضو في لجنة برامج ال LMD في معهد العلوم الاجتماعية. وعضو في مجلس وحدة معهد العلوم الاجتماعية، كما عملت كرئيسة تحرير مجلة معهد العلوم الاجتماعية، ومشرفة ومشاركة بكافة إصدارات مركز الأبحاث، ومشرفة على موقع مركز الأبحاث الإلكتروني.
نظمت العديد من المؤتمرات نذكر منها: مؤتمر المدينة العربية: بين التغيرات الاجتماعية وتحولات المجال.- 2009، مؤتمر الشباب الجامعي والثقافة.- 2010، مؤتمر المرصد الثقافي وسياسات المتاحف كانون الثاني 2012، مؤتمر العمر الثالث: التحولات والحقوق والسياسات 2014.
نسقت وأشرفت على تحرير إنتاجات مركز الأبحاث (2013- 2019)، تقرير المساواة بين الجنسين في لبنان واقع وتحديات 2000- 2018- مع معهد العلوم الاجتماعية وصندوق الأمم المتحدة للسكان. الأدلة المهنية والبحثية في الماستر – معهد العلوم الاجتماعية، كما العديد من ورش العمل الأكاديمية في مركز الأبحاث في معهد العلوم الاجتماعية.

## التقارير والأنشطة الخبراتية
عملت العام 1997 كمسؤولة علمية عن تنظيم معرض حرفي هو معرض «حرفيون من بلادي». معرض رشيد كرامي الدولي. طرابلس. ومستشارة لموضوع الفقر وخبيرة مشاركة في وضع إستراتيجية تنمية مستدامة لمدن الفيحاء (تعاون اتحاد بلديات
الفيحاء مع البنك الدولي ومؤسسات دولية) 2009- 2012، ومستشارة للواقع الاجتماعي/الاقتصادي في تقرير نفذ مع مجموعة من الخبراء لرسم سياسة إعادة اعمار مخيم نهر البارد.- UN HABITAT 2010. ومستشارة للواقع الاجتماعي/الاقتصادي في مشروع وضع إستراتيجية تنمية مستدامة لمنطقة الضنية 2011-2012، ولقد قامت بكتابة تقارير حول:
- (2017) دراسة جدوى اقامة مرصد ثقافي في اتحاد بلديات الفيحاء (طرابلس، المينا، البداوي، القلمون)، لصالح برلمان برشلونا، بيات، اتحاد بلديات الفيحاء. (الدراسة باللغة الفرنسية)
- (2009) تفعيل التفكير والتدخل لحل مشاكل الصرف الصحي في قضاء بشري: هل هناك ضرورة لتوعية بيئية؟ دراسة اجريت مع اتحاد بلديات قضاء بشري (باللغة الفرنسية)

شاركت في الورشة الإقليمية الثانية لمراجعة مكنز الفولكلور العربي، كخبيرة في التراث. الشارقة، 20- 25 يناير 2018، وفي التدريب المهني التنفيذي في الدعم النفسي والاجتماعي والحوار والتماسك الاجتماعي – معهد العلوم الاجتماعية- وزارة الشؤون الاجتماعية-  منظمة العمل الدولية IOM، 2018.
وشاركت في الطاولات المستديرة (MOST School)  التي نظمتها اليونيسكو مع معهد العلوم الاجتماعية: طاولة مستديرة حول تعزيز الربط البحثي لسياسة المعرفة في لبنان (14 و16 و17 أبريل 2018)، طاولة مستديرة حول المساواة بين الجنسين: إشكالات ثقافية ومجتمعية. (26 -27تشرين الأول / أكتوبر2018)، طاولة مستديرة حول: الحيز المديني، اللامساواة والتشظي المعيشي: مقاربات بحثية، سياسات وتجارب.  28-29-30)تشرين الثاني 2018 (.

## نشاطات أخرى
قامت بكتابة سيناريو، وتنفيذ برنامج تلفزيوني بعنوان: «هيك عشنا» برنامج من 18 حلقة حول نمط عيش الطرابلسيين في بدايات القرن العشرين. 1994.

## أعمالها

### مؤلفاتها
- تقليد وتجديد: دراسة للقطاع الحرفي في طرابلس. بيروت: اللجنة الوطنية للتراث& المؤسسة العربية للثقافة والفنون.
- (2003) موروثات حرفية: دراسة مونوغرافية/ احصائية للقطاع الحرفي في صيدا. بيروت: مؤسسة رفيق الحريري& اللجنة الوطنية اللبنانية للتربية والتعليم (اليونيسكو)& المؤسسة الوطنية للتراث& المؤسسة العربية للثقافة والفنون.
- (2007) المياة في المجتمع: سلوك ووعي المستهلك الطرابلسي تجاه خدمة المؤسسة العامة للمياه والمجارير. بيروت: مختارات.[2][11]

## مؤلفات: الكتب  المشتركة
- كيال؛ م. وآخرون. (1996). دليل طرابلس الحضاري. بيروت:  بدون ناشر.
- كيال؛ م. عطيه؛ ع. (2001). تحولات الزمن الأخير. بيروت:  مختارات.[12]
- كيال؛ م. عطيه؛ ع. (2006). طرابلس من الداخل: دراسة مونوغرافية لمنطقتي التبانة والأسواق القديمة في طرابلس. بيروت: مختارات.[13]
- كيال؛ م. توما؛ ج. حيدر؛ م. (2014). البحر وحضوره في ثقافة مدينة: دراسة في ثقافة عيش مجتمع مدينة الميناء. بيروت:  اللجنة الوطنية لليونيسكو.

### الأبحاث المنشورة[2]
- (1993) الحرف التقليدية في طرابلس، مجلة العرب والعالم. آذار- نيسان. العدد 128.
- (1995) التفرنج في اللباس الطرابلسي: بدايات انتشاره. مجلة تاريخ العرب والعالم،  (الصفحات110 – 124). العدد  157.
- (1995) اللباس الطرابلسي في النصف الثاني من القرن التاسع عشر.  من المؤتمر الأول لتاريخ ولاية طرابلس إبان الحقبة العثمانية 1516- 1918. الجامعة اللبنانية كلية الآداب والعلوم الإنسانية.
- (1996)  ذاكرة بمخزنات تاريخية ترسم تطور الإنسان. مجلة الحكمة العدد، 11
- (1997) صورة من تاريخنا: اللباس اللبناني في النصف الثاني من القرن التاسع عشر. من مواطن الغد. بيروت: المؤسسة اللبنانية للسلم الأهلي الدائم.
- (1999) المرأة العربية: توصيف وتحليل لواقعها المعيش من خلال فكر شرابي. اتجاه تشرين الثاني/ كانون الأول. (الصفحات 18-32).
- (2000) عالم النسوان في طرابلس بدايات القرن العشرين. من المؤتمر الثاني لمدينة طرابلس إبان الفترة العثمانية. قسم التاريخ- الجامعة اللبنانية- الفرع الثالث.
- (2002) المجتمع اللبناني بين سلطة العائلة والدولة)نموذج طرابلس: (1958-1975 المؤتمر العالمي الثامن لمنتدى الفكر المعاصر حول: آليات الحكم في تونس والبلاد العربية خلال النصف الثاني من القرن العشرين. زغوان- تونس: مؤسسة تميمي.
- (2002). تحولات المدينة: جغرافية التقسيم الجنسي في طرابلس. بين المدينة والريف: المجال والهوية والتمدين في شمال لبنان (الصفحات 84-106). برسا- الكورة: منشورات جامعة الويزه- فرع الشمال.
- (2002). النظرة الشعبية إلى الغرب بين اعتبار الانتماء ومغريات التقدم. مؤتمر حول علاقة الشرق بالغرب (الصفحات 43-54). طرابلس: مؤسسة فردريش ايبرت بالتعاون مع معهد العلوم الاجتماعية.
- (2003). تحولات البنى المجتمعية وتأثيراتها على سن الزواج في لبنان. دراسة تحليلية لمتوسط سن الزواج في لبنان. بيروت: جمعية تنظيم الأسرة.
- (2004). علاقة بين المستهلك والمؤسسات العامة: نموذج: علاقة سكان مناطق المدينة القديمة والتل بمؤسسة المياه في الشمال). مؤتمر المياه وترتيب الأراضي في لبنان الشمالي. تنظيم مؤسسة مياه لبنان الشمالي بالتعاون مع منطقة الرون ألب والتجمع الحضري لليون الكبرى: مجلة العلوم الاجتماعية - الجامعة اللبنانية.
- (2006). زينة الطرابلسيات في النصف الأول من القرن العشرين: أدوات ودلالات مجتمعية. (جامعة البلمند، المحرر) مجلة كرونوس، 12، (الصفحات 169-207).
- (2006). التمايز النوعي والتنشئة الأسرية. المؤتمر العربي الأول لصحة الإنسان والسكان. القاهرة: جامعة الدول العربية.
- (2008)  جذور وهجرة:  مقاربة انتروبولوجية لواقع الهجرة في مدينة المنية (لبنان الشمالي).مجلة إضافات (الصفحات 84-106).
- (2008)  جمعيات النخب في المجتمع اللبناني:  إشكالية التفاعل الخدماتي.  مجلة معهد العلوم الاجتماعية- الجامعة اللبنانية.
- (2009)  موضة ستي في عصر الاستهلاك. الملتقى القومي الرابع للمأثورات الشعبية . القاهرة: وزارة الثقافة/ لجنة الفنون الشعبية.
- (2010) الثقافة والتواصل من أجل التنمية الثقافية المستدامة: تطلعات في تفعيل دينامية تواصل ثقافتنا المدينية (طرابلس نموذجاً.  طرابلس: مؤتمر جامعة الجنان.
- (2010) الحرف المدينية: قراءة تنموية لموروثنا المادي. مؤتمر النصوص المطبوعة ودورها في صون الموروث الثقافي وتوظيفه في خدمة المجتمع. بيروت: وزارة الثقافة اللبنانية- احتفالية بيروت عاصمة عالمية للكتاب.
- (2010) الثقافة وإشكاليات قراءتها من منظور تنموي. مؤتمر المدينة العربية بين التغيرات الاجتماعية وتحولات المجال. طرابلس: مركز الأبحاث في معهد العلوم الاجتماعية- الجامعة اللبنانية.
- (2012) التلفزيون وتأثيره على ثقافة الشباب الجامعي. مؤتمر الشباب الجامعي والثقافة . بيروت: منشورات الجامعة اللبنانية.
- (2013) الجنوب في مخيال الشمال. مؤتمر الحروب الإسرائيلية على الجنوب اللبناني. صيدا: معهد العلوم الاجتماعية -الجامعة اللبنانية، الفرع الخامس.
- (2013) البعد الثقافي في بناء الدولة الديمقراطية. من الانتفاضات العربية إلى أين؟. طرابلس: المجلس الثقافي للبنان الشمالي ومؤسسة الصفدي.
- (2013) المرصد الثقافي وسياسات المتاحف: بين الحفظ والتنمية المستدامة.  مؤتمر المرصد الثقافي وسياسات المتاحف. الجامعة اللبنانية وجامعة البلمند.
- (2013) نظام الLMD  وصورة المستقبل: المناهج وارتباطها بسوق العمل. مؤتمر خريجي معهد العلوم الاجتماعية وسوق العمل. الرابية:  اتحاد جمعية خريجي معهد العلوم الاجتماعية.
- (2015) السيرة الحياتية: منهجية وتقنيات بحثية. مجلة الثقافة الشعبية، العدد 29، (الصفحات: 14-29)
- (2015) العمر الثالث: الدلالات والرموز الثقافية في مجال الصورة والرسالة الاعلانية. مؤتمر العمر الثالث: التحولات، الحقوق والسياسات. معهد العلوم الاجتماعية، مؤسسة العزم، مؤسسة الصفدي، بلدية طرابلس.
- (2015) الحج من الطقس الديني إلى الطقس الاجتماعي. الملتقى الدولي لتوثيق احتفالية الحج. الإسكندرية.
- (2015) التنوع الثقافي والثقافة المهيمنة رمزياً في الفلكلور اللبناني: ثروة ثقافية وشح معرفي/ توثيقي/ تنموي. الماثورات الشعبية والتنموع الثقافي «دورة أسعد نديم». القاهرة.
- (2016) الملاحظة في الأبحاث الاجتماعية: من المرحلة التحضيرية إلى مرحلة معالجة النتائج. مجلة معهد العلوم الاجتماعية. العدد 19.أيلول) الصفحات: 61- 105)
- (2016) الهوية الفلكلورية والسياحة-  جامعة بيروت العربية -  ونادي الليونز. التراث في حياتنا.مجلة . معهد العلوم الاجتماعية. العدد 20 تشرين الثاني.(الصفحات : 147-174)
- (2017). فوضى السير في لبنان: صراع على امتلاك حيز للمرور أم صراع وقت؟  (الصفحات 171- 192).  منشورات جامعة البلمند والمعهد الفرنسي للشرق الأدنى.
- (2017) التراث غير المادي بين المقررات العالمية والكفاءات المحلية لحمايته وسياسات اعتماده كمصدر تنموي: حالة لبنان. ورقة قدمت خلال الملتقى الدولي السادس للفنون الشعبية حول " التراث الثقافي غير المادي والتعليم رؤية عربية. الأقصر: المجلس الأعلى للثقافة، مصر.
- (2017) السلطة النسوة:  قراءة في واقع تحولاتها. مؤتمر النسوية العربية: منظور جديد- تنظيم الجامعة اللبنانية الدولية.
- (2017)  الشخصيات الهزلية العابرة للزمان والمكان في الأدب الشعبي: حالة جحا «الأبله» الملتبس. جحا تراث إنساني. (ص.ص. 174- 200). الشارقة:  معهد الشارقة للتراث.
- (2018)  التراث الشفاهي: الأمثال الشعبية: رصد، قراءة وتحليل التصورات الثقافية الخاصة بالنوع الاجتماعي في لبنان. ورقة بحثية قدمت في الطاولة المستديرة: المساواة بين الجنسين: إشكالات ثقافية ومجتمعية. قيد النشر: منشورات مركز الأبحاث في معهد العلوم الاجتماعية.

## روابط خارجية
- الموقع الإلكتروني لمركز الأبحاث في معهد العلوم الاجتماعية